# Gewog di Jamkhar
Il gewog di Jamkhar è uno degli otto raggruppamenti di villaggi del distretto di Trashiyangtse, nella regione Orientale, in Bhutan.